# Самора, Педро
Пе́дро Па́бло Само́ра (исп. Pedro Pablo Zamora; имя при рождении — Пе́дро Па́бло Само́ра-и-Ди́ас (исп. Pedro Pablo Zamora y Díaz); 29 февраля 1972, Гавана, Куба — 11 ноября 1994, Майами, США) — кубино-американский СПИД-активист и телевизионная персона. Будучи одним из первых открытых геев в СМИ, Самора привлёк внимание к ВИЧ/СПИД, ЛГБТ, а также вопросам и предрассудкам по отношению к ним, своим участием в реалити-шоу канала MTV, «Реальный мир: Сан-Франциско».
Романтические отношения Саморы с Шонном Сассером были также задокументированы на шоу; трансляция их церемонии принятия обязательств, во время которой они обменялись клятвами верности, была первой однополой церемонией в истории телевидения, и считается переломным моментом.

## Ранние годы
Педро Самора родился на окраине Гаваны, Куба, в семье Эктора Саморы, работника пищевого склада, и Сорайды Диас, домохозяйки. Самора был восьмым и младшим ребёнком в семье. Его появление на свет посчитали чудом, поскольку после рождения семерых детей врачи сказали Сорайде, что она больше не сможет иметь детей. Его отец Эктор воевал в Кубинской революции на стороне Фиделя Кастро, однако после прихода Кастро к власти разочаровался в изменениях, вызванных социализмом. По словам Педро, любое упоминание Кастро в их доме становилось результатом тирад от Эктора, чем он заслужил репутацию среди местных осведомителей. В результате этого жизнь для семьи Самора, жившей в маленьком доме с земляным полом, стала трудной.
В 1980 году, когда Педро было восемь лет, его семья покинула Кубу во время массовой эмиграции из пункта Мариэль, и переехала в США. Изначально члены семьи пытались пересечь границу вместе, однако власти Кубы запретили выезд из страны его четверым старшим братьям, поскольку их возраст приближался к призывному. Его старшая сестра также осталась на Кубе. Несмотря на возражения родителей, старшие дети настояли на том, чтобы те увезли с Кубы младших. Родители Саморы взяли его, его сестру Мили и его брата Хесуса, и уехали с 250 людьми на лодке, предназначенной лишь для половины такого количества людей. Большую часть своей жизни Педро прожил в городе Хайалиа, Флорида, пригород Майами.
Самора был очень близок со своей матерью Сорайдой. Она умерла от рака кожи, когда ему было 13 лет. Его сестра Мили, которая была старше Педро на восемь лет, помогала воспитывать его. Переживая потерю матери, Самора с головой погрузился в учёбу, став президентом научного клуба, капитаном команды по легкоатлетическому кроссу, и, будучи одним из самых популярных учеников школы, был признан «Самым умным» и «Самым активным». Смерть матери вдохновила Самору на карьеру врача.
Вскоре после смерти матери Самора осознал, что является геем, и начал вести половую жизнь. Несмотря на то, что в тот момент СПИД был одним из главных новостей, Педро, который на тот момент был подростком, ничего не знал о безопасном сексе, считая, что от него страдают только проституты и наркоманы. Когда Саморе было 14 лет, его отец, уже предполагавший, что его сын — гей, узнал, что у того есть парень. Когда его отец спросил у него напрямую, Самора признался в сексуальной ориентации. Однако Эктор не расстроился, а был обеспокоен гомофобией, с которой может столкнуться его сын.

## Жизнь со СПИДом
В конце 1989 года 17-летний Самора сдал кровь в Красный Крест, а месяц спустя получил письмо, содержавшее информацию, что его кровь является «реактивной». Самора решил пройти тест на ВИЧ, и 9 ноября 1989 года результаты подтвердили, что он является ВИЧ-положительным.

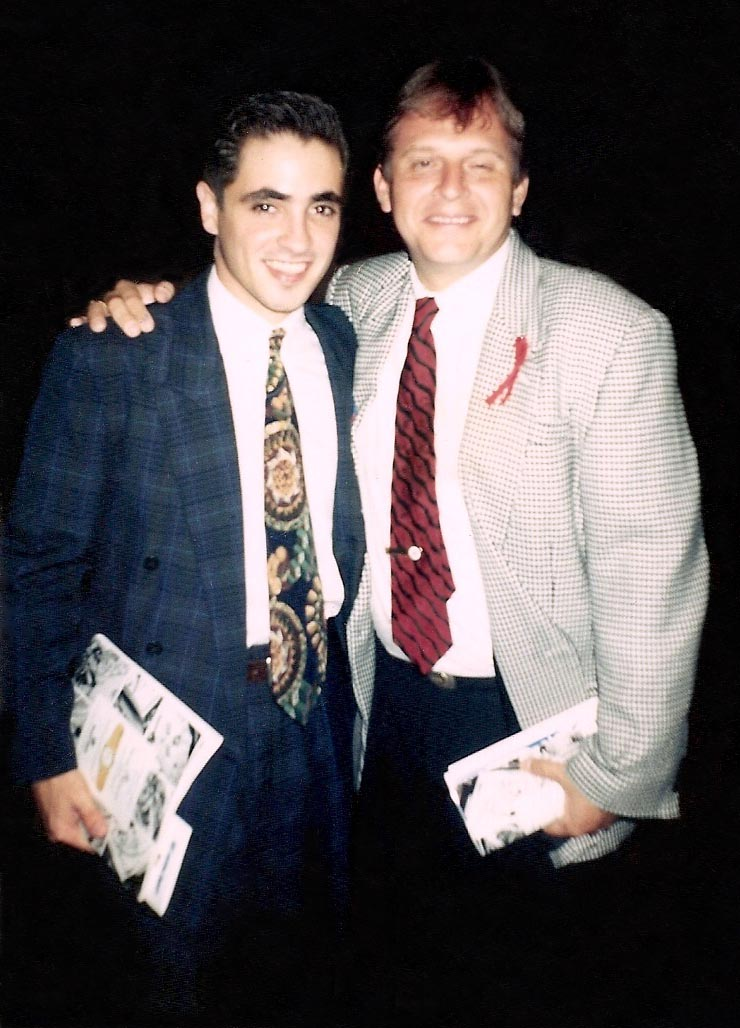
Педро Самора (слева) с Алонсо Р. дель Портильо в 1993 году.

После объявления результата анализа он был направлен в ресурс-центра для ВИЧ-инфицированных, что находился в Майами, чтобы получить помощь и поддержку. Став активистом в просветительской деятельности в отношении СПИДа, появлялся в популярных масс-медиа: статья о нём была помещена на первую полосу издания «Wall Street Journal», также Самора давал интервью Филу Донахью и Опре Уинфри. 12 июля 1993 был протестирован конгрессом США в отношении просветительской деятельности в плоскости ВИЧ/СПИДа и образовательных программ.

## Участие в реалити-шоу
В 1994 Самора стал участником американского реалити-шоу «The Real World San Francisco», что транслировалось телевизионным каналом «MTV», и через некоторое время приобрело большую популярность. Он использовал свою роль как возможность для продвижения знаний в отношении ВИЧ/СПИДа — он учил население США и в это же время успокаивал своих соседей по комнате, что вместе с ним принимали участие в проекте, рассказывая о путях заражения ВИЧ. Во время участия в шоу Самора также вступил в брак со своим партнером Шоном Сассером. Этот однополый брак стал своеобразным прецедентом на американском телевидении.

## Смерть

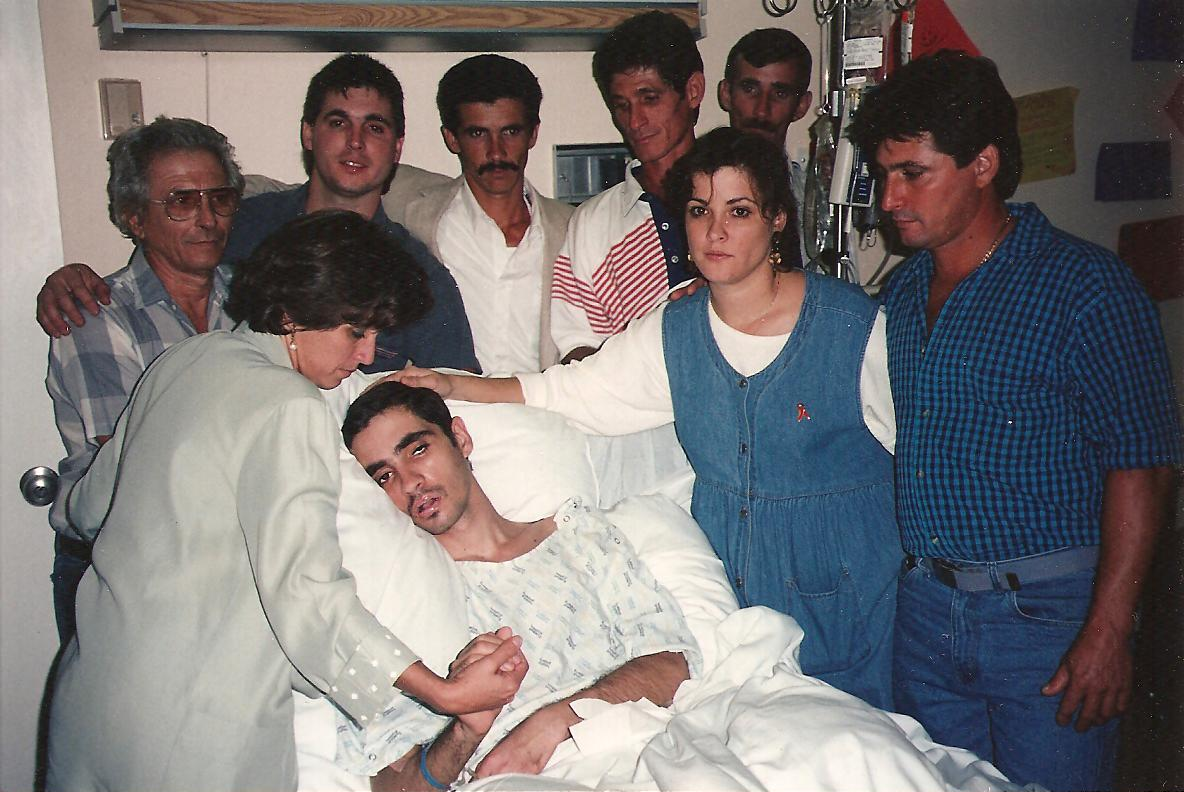
Педро Самора за несколько дней до смерти.

В процессе съемки шоу состояние здоровья Саморы начало ухудшаться. Количество Т-лимфоцитов в крови участника снизилась до критической отметки — 32 на 1 мкл крови, вследствие чего начали появляться различные заболевания. Педро Самора скончался рано утром 11 ноября 1994 от прогрессивной мультифокальной лейкоэнцефалопатии, развившейся на фоне СПИДа, через день после показа финального эпизода «Реального мира». Похоронен в пригороде Майами — Майами-Лейкс (Флорида).

## Память
Педро Самора был отмечен экс-президентом США Биллом Клинтоном за просветительскую работу по вопросам ВИЧ/СПИДа . Кроме этого одна из улиц Майами — 59 — была названа в честь Саморы.
В 2008 был снят биографический фильм «Педро». В 2010 кинолента была номинирована на две награды GLAAD Media Awards (специальная кинопремия, присуждается кинофильмам на тематику ЛГБТ) как лучший фильм или мини-сериал и премию Гильдии американских писателей (англ. Writers Guild of America) — за лучший сценарий.